# أبرشيات دومينيكا
دومينيكا دولة ديمقراطية برلمانية ضمن رابطة الأمم، وعضو في الفرانكوفونية منذ عام 1979. خلافا لمعظم البلدان في منطقة البحر الكاريبي، كومنويلث دومينيكا واحدة من الجمهوريات القلة في المنطقة. الرئيس هو رأس الدولة، في حين تقع السلطة التنفيذية على عاتق الحكومة، التي يرأسها رئيس الوزراء. يتألف البرلمان من مجلس وحيد يضم 30 عضوا. ينتخب 21 عضوا انتخابا مباشرا و 9 أعضاء هم شيوخ المجلس، الذين قد يعينهم الرئيس أو يختارهم الأعضاء الآخرون في مجلس النواب.
خلافا لغيرها من المستعمرات البريطانية السابقة في المنطقة، لم تنضم دومينيكا لمنظومة الكومنولث، وفضلت أن تصبح جمهورية مستقلة. دومينيكا عضو فاعل وكامل العضوية في مجموعة الكاريبي ومنظمة دول شرق البحر الكاريبي. دومينيكا أيضا عضو في المحكمة الجنائية الدولية مع اتفاق الحصانة الثنائية لحماية الجيش الأمريكي، المذكور في المادة 98. في كانون الثاني / يناير 2008 انضمت دومينيكا إلى البديل البوليفاري للأمريكتين.

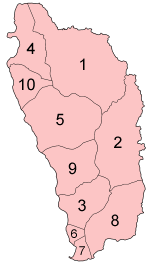
إبريشيات دومينيكا

## قائمة الأبريشيات
تقسم دومينيكا إلى عشرة إبريشيات :
| الرقم على الخريطة | الأبريشية           | الأسم بالانجليزي | تعداد السكان |
| ----------------- | ------------------- | ---------------- | ------------ |
| 1                 | إبريشية سانت أندرو  | Saint Andrew     | 9,471        |
| 2                 | إبريشية سانت دافيد  | Saint David      | 6,043        |
| 3                 | إبريشية سانت جورج   | Saint George     | 21,241       |
| 4                 | إبريشية سانت جون    | Saint John       | 6,561        |
| 5                 | إبريشية سانت جوزيف  | Saint Joseph     | 5,637        |
| 6                 | إبريشية سانت لوقا   | Saint Luke       | 1,668        |
| 7                 | إبريشية سانت مارك   | Saint Mark       | 1,834        |
| 8                 | إبريشية سانت باتريك | Saint Patrick    | 7,622        |
| 9                 | إبريشية سانت بول    | Saint Paul       | 9,786        |
| 10                | إبريشية سانت بيتر   | Saint Peter      | 1,430        |